# Le Château-d'Oléron
Le Château-d'Oléron é uma comuna francesa localizada no departamento de Charente-Maritime na região administrativa da Nova Aquitânia, no sudoeste da França.